# Área natural protegida Campo de Piedra Pómez

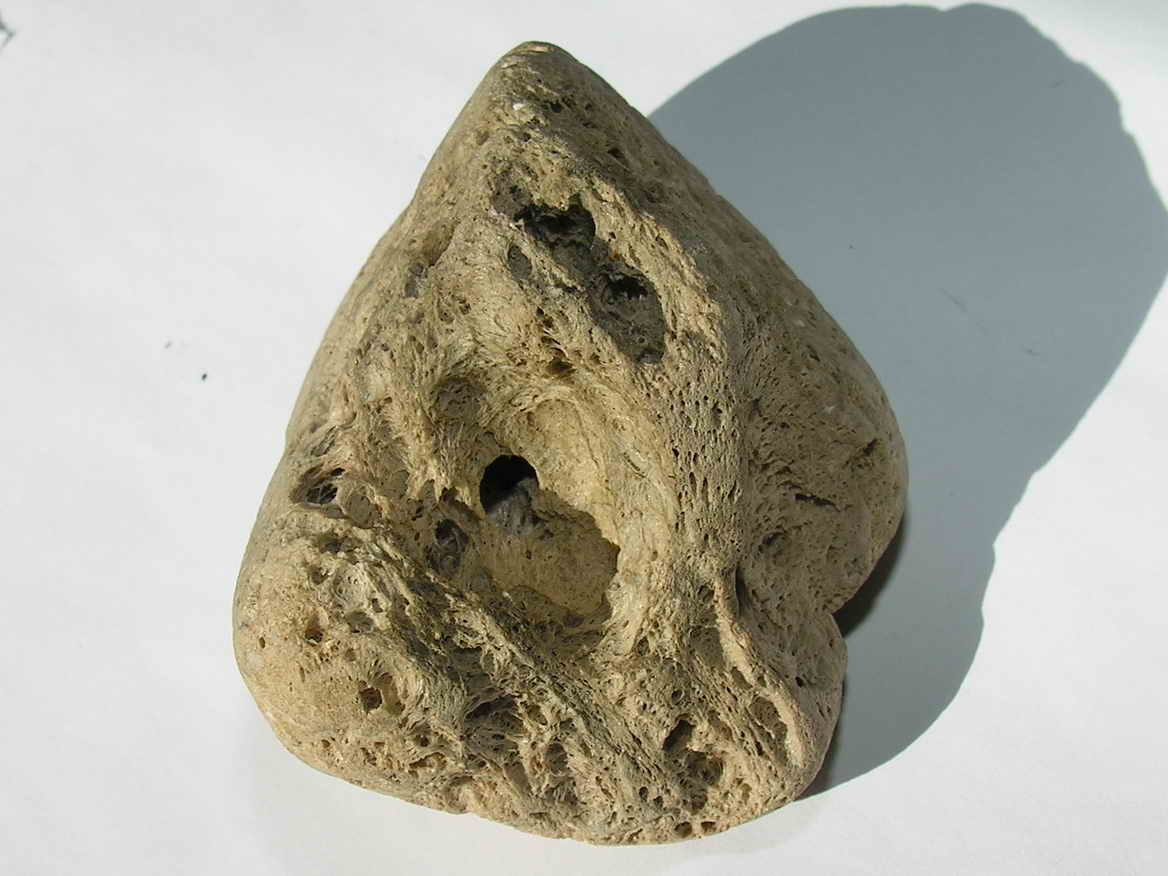
Guijarro de piedra pómez.

El Área natural protegida Campo de Piedra Pómez (también conocido simplemente como Campo de Piedra Pómez) es un área natural protegida que se encuentra en el departamento Antofagasta de la Sierra, en la provincia de Catamarca, Argentina. 

## Características generales
Su nombre describe el paisaje caracterizado por la extensa acumulación de piedra pómez, que luego de milenios de procesos de erosión adquirió la morfología que hoy presenta.
Desde el punto de vista fitogeográfico, pertenece a las provincias altoandina y puna, caracterizadas por la aridez del suelo, la gran amplitud térmica diaria y las muy escasas precipitaciones. La baja presión atmosférica y la menor dilución de oxígeno en el aire crean el típico ambiente puneño.
La primera legislación en cuanto a la protección del área fue el decreto N°267/11, luego perfeccionado mediante el decreto 1490 del año 2012 de la Secretaría de Estado del Ambiente y Desarrollo Sustentable de la Provincia de Catamarca, reglamentado poco tiempo después.

## Ubicación y superficie
El área protegida se extiende en un polígono irregular cuyo centro se ubica aproximadamente en la posición 26°39′35″S 67°30′51″O / -26.65972, -67.51417.
La población más cercana al área es la pequeña localidad de El Peñón y un poco más distante, unos 60km. hacia el norte, la localidad cabecera del departamento, Antofagasta de la Sierra. Esto es: en el sudoeste de la Puna de Atacama.
Cubre una superficie de 75 489 hectáreas, con alturas que oscilan entre los 3050 m s. n. m. y los 4850 m s. n. m.

## Origen
La región del noroeste de la provincia de Catamarca, dónde está ubicado el Campo de Piedra Pómez, presenta clara evidencia de vulcanismo. El área en sí se formó presumiblemente hace cien mil años como resultado de las emisiones de los cercanos volcanes, especialmente el volcán Blanco o Robledo (26°45′44″S 67°44′43″O / -26.76222, -67.74528), cuyo cráter o caldera puede visitarse a poca distancia hacia el sudoeste del área principal de sedimentación. Según algunas investigaciones científicas, la formación de la cuenca podría haberse producido por eventos volcánicos ocurridos desde 20 millones hasta 10 mil años atrás.
En un documento oficial emitido recientemente por autoridades provinciales, se informa: 

Es el resultado de eventos morfogenéticos en los cuales participaron proceso tectónicos, endógenos y exógenos que modelaron el paisaje actual donde se observan numerosos volcanes, en particular el Volcán Blanco o Robledo, el cual es proveedor de la piedra Pómez. Se entiende que esta formación se produjo ante la emisión de flujos y depósitos de caída donde estos se extendieron como depósitos de ignimbritas.

## Circuitos
Hasta finales del 2015, el número de visitantes era sumamente bajo, presumiblemente debido a la lejanía y el relativo aislamiento de la zona. Aun así, guías no profesionales o baqueanos habían diseñado un esquema de circuitos, que luego serían integrados a la planificación oficial. Entre ellos, se destacan los llamados “Gigantes de Piedra Pómez”, “Balcones de Laguna Purulla” y “La Lagunita Escondida”.

## Protección
El área del Campo de Piedra Pómez cuenta con un grado de protección insuficiente, pese a la vigencia de un decreto que reglamenta las actividades y usos permitidos en la zona.
Los valores paisajísticos altamente destacables promovieron usos recreativos o aún deportivos que ponen en riesgo la conservación de los valores geológicos del área. En junio de 2014, la autoridad responsable de la preservación de la zona informaba en un comunicado de prensa que los más de 750 km² del área estaban controlados por tres guardaparques, instalados dos de ellos a 30 km y el restante a 80 km del límite norte del área protegida.
La posibilidad de instalación de emprendimientos mineros dentro del área protegida es un riesgo potencial vigente, dada la presencia de concentraciones minerales económicamente significativas en los arenales y médanos de la zona.